# Seleção de Futebol Feminino dos Estados Unidos
A Seleção de Futebol Feminino dos Estados Unidos é a equipe feminina, formada pelas melhores atletas que representam os Estados Unidos nas competições internacionais. A equipe é gerida pela Federação de Futebol dos Estados Unidos e compete na CONCACAF. O time é o mais bem sucedido do futebol feminino mundial, tendo vencido quatro Copas do Mundo de Futebol Feminino (incluindo a primeira em 1991), quatro medalhas de ouro olímpicas, nove Copas Ouro Feminina e dez Algarve Cups. As americanas estiverem no pódio em todas as edições da Copa do Mundo e dos Jogos Olímpicos entre 1991 e 2015, antes de serem eliminadas nas quartas de finais das Olimpíadas de 2016. 
Depois de ficarem em segundo no Ranking Mundial da FIFA entre 2003 e 2008, o time foi ranqueado em primeiro continuamente entre março de 2008 e novembro de 2014, caindo novamente para segundo e perdendo a primeira posição para a Alemanha, a única outra seleção a ocupar o topo do ranking em toda sua história. O time caiu para segundo novamente em 24 de março de 2017, depois de ficar em ultimo na SheBelieves Cup de 2017 e depois retornou ao topo em 23 de junho do mesmo ano, após vencer as seleções da Rússia, Suécia e Noruega. A equipe foi escolhida pelo Comitê Olímpico dos Estados Unidos como o "Time do Ano" em 1997 e 1999 e a revista Sports Illustrated também nomeou o time todo como "Esportista do Ano" em 1999.

## História
A seleção americana jogou sua primeira partida no Mundialito em 18 de agosto de 1985. Dirigidas pelo técnico Mike Ryan, elas perderam de 1-0 para a Seleção Italiana.

### Anos 90
A primeira grande vitória da seleção americana veio no Campeonato Mundial de 1991 (posteriormente renomeado Copa do Mundo de Futebol Feminino de 1991). As americanas golearam nas quartas-de-finais e nas semifinais, antes de ganharem de 2-1 da Seleção Norueguesa na grande final. Michelle Akers terminou como artilheira do time com 10 gols, incluindo os dois gols americanos na final. Carin Jennings foi eleita a melhor jogadora do torneio.
Julie Foudy, Kristine Lilly e o resto da seleção de 1999 começaram uma revolução em relação à esportes coletivos femininos nos Estados Unidos. Inegavelmente sua vitória mais influente e memorável veio na final da Copa do Mundo de Futebol Feminino de 1999, quando as americanas derrotaram as chinesas por 5-4 nos pênaltis depois de um empate em 0-0 no tempo normal e na prorrogação. Com essa vitória elas ficaram mundialmente famosas e com isso trouxeram significante atenção da mídia para o futebol e também para o esporte feminino de uma forma geral. Em 10 de julho de 1999, mais de 90,000 pessoas (o maior público da história para um evento feminino e um dos maiores públicos registrados no mundo para um jogo final de qualquer torneio) lotaram o estádio Rose Bowl em Pasadena para ver as americanas enfrentarem a China na grande final. Depois dos 90 minutos de um jogo disputado, o placar continuava 0 a 0 e continuou assim também na prorrogação, levando o jogo para os pênaltis. Depois que a goleira Briana Scurry agarrou o terceiro pênalti batido pelas chineses, o placar estava 4 a 4, restando apenas Brandi Chastain para fazer sua cobrança. Ela marcou e venceu o jogo para a seleção americana. Chastain, num gesto que se tornou mundialmente famoso, se ajoelhou, retirando sua camisa e balançando no ar em celebração. Comemorando apenas com seu sutiã esportivo, uma image que acabou sendo capa da Sports Illustrated e de muitos outros jornais e revistas nos Estados Unidos e ao redor do mundo. Essa vitória incentivou muitas garotas a quererem jogar futebol.

### Anos 2000
Na Copa do Mundo de Futebol Feminino de 2003, a seleção americana derrotou a Noruega por 1-0 nas quartas-de-finais, mas perdeu de 3-0 para as alemãs nas finais. Elas depois derrotaram as canadenses, terminando em terceiro lugar no torneio. Abby Wambach foi a artilheira do time com três gols. Joy Fawcett e Shannon Boxx acabaram sendo eleitas para o "Time do Torneio".
Na Copa do Mundo de Futebol Feminino de 2007, as americanas derrotaram a Inglaterra nas quartas-de-finais por 3-0, mas nas semifinais sofreram sua maior derrota na história, quando perderam para a seleção brasileira por 4-0. As americanas terminaram de novo em terceiro lugar, dessa vez derrotando as norueguesas. Abby Wambach foi novamente a artilheira do time, dessa vez com seis gols. A veterana Kristine Lilly foi a única americana incluída no "Time do Torneio".

### Anos 2010
Nas quartas-de-finais da Copa do Mundo de Futebol Feminino de 2011, a seleção americana derrotou a seleção brasileira nos pênaltis. O gol de Abby Wambach aos 47 minutos do segundo tempo da prorrogação, foi eleito o mais importante gol na história do futebol norte-americano e o mais importante gol na historia da Copa do Mundo de Futebol Feminino. As americanas bateram as francesas nas semifinais por 3-1, mas acabaram perdendo a final nos pênaltis para as japonesas também por 3-1, depois de um empate por 1-1 no tempo normal e outro empate por 2-2 na prorrogação. Hope Solo foi eleita a melhor goleira do torneio e Abby Wambach foi eleita a segunda melhor jogadora da Copa atrás apenas de Homare Sawa do Japão.
Nas Olimpíadas de 2012, a seleção americana faturou seu quarto ouro em cinco torneios olímpicos ao derrotar o Japão na final por 2-1 em frente a 80,203 torcedores no Estádio Wembley, o maior público para uma partida de futebol feminino em toda a história das olimpíadas. Os Estados Unidos chegaram a final depois de derrotar o Canadá por 4-3 no final da prorrogação nas semifinais. O torneio marcou a primeira vez que a seleção americana venceu todos os jogos no caminho até a medalha de ouro. As americanas estabeleceram também o recorde de maior número de gols marcados num torneio olímpico de futebol feminino: 16.
A  Liga Feminina Profissional Americana (NWSL) estreou em 2013, fornecendo oportunidades e jogos profissionais para diversas jogadoras de futebol. Nessa época, a seleção americana ficou 43 jogos sem ser derrotada. Uma sequência que começou na Algarve Cup de 2012 em uma vitória de 4-0 contra a Suécia e só terminou na Algarve Cup de 2014 com uma derrota de 1-0 para a suecas.
As americanas derrotaram as japonesas na final da Copa do Mundo de Futebol Feminino de 2015, numa goleada por 5-2, se tornando assim a primeira seleção de futebol feminino do mundo tricampeã mundial. Com apenas 16 minutos de jogo, a meio-campista Carli Lloyd já havia marcado três gols. O hat-trick mais rápido de toda a história das Copas do Mundo. A atacante Abby Wambach foi ovacionada de pé em sua última partida numa Copa do Mundo de Futebol Feminino. Depois dessa vitória, a seleção americana ganhou uma parada no centro de Manhattan, a primeira para um time feminino em toda a história. A revista Sports Illustrated celebrou o feito com 25 capas diferentes, uma para cada jogadora e a técnica. O time também foi recebido na Casa Branca, pelo então presidente Barack Obama.
Em 16 de dezembro de 2015, contudo, as americanas foram batidas pelas chinesas por 1-0, no jogo de despedida de Wambach. A derrota foi a primeira em solo americano desde 2004 e marcou o fim de 104 jogos sem derrota em casa.
Nas Olimpíadas de 2016 a seleção americana empatou com a Suécia nas quartas-de-final. Nas cobranças de penalidades, as americanas acabaram sendo derrotadas por 4-3. A derrota marcou a primeira vez que os Estados Unidos não decidiram a final olímpica desde 1996 quando o futebol feminino foi incluído nas Olimpíadas. Marcou também a primeira vez que a seleção americana não chegou as semifinais de um grande torneio feminino.
Após a derrota nas Olimpíadas, a seleção americana passou por um período de muitas mudanças e experimentações. O que levou as americanas a perderem três partidas em casa, se não fosse pela vitória contra a seleção brasileira, as americanas teriam sofrido quatro derrotas em casa em um só ano, um recorde negativo nunca antes visto na história do time. Em 2017, a seleção jogou 12 jogos contra seleções ranqueadas entre as 15 melhores do mundo. Em 2018, o principal desafio das americanas é se classificar para a Copa do Mundo de Futebol Feminino de 2019.
Em 11 de junho de 2019 aplicaram a incrível de goleada de 13 a 0 sobre a Seleção Tailandesa na fase de grupos da Copa do Mundo, tornando este placar a maior goleada da história própria e também de todas as Copas do Mundo, sejam masculinas ou femininas.

## Imagem do time

### Cobertura da mídia
A cobertura de cinco Copas do Mundo, de 1995 a 2011 foi provida pela ESPN/ABC e a Univision. Enquanto os direitos de transmissão de três Copas do Mundo, de 2015 a 2023, foram concedidos a Fox Sports e a Telemundo. Em maio de 2014, um acordo foi feito para dividir as transmissões das outras partidas da seleção americana entre ESPN, Fox Sports e Univision até o fim de 2022.
A final da Copa do Mundo de Futebol Feminino de 1999 quebrou o recorde de maior audiência para um jogo de futebol feminino na história, ao atingir a marca de 18 milhões de telespectadores de média. O jogo também foi a partida de futebol transmitida em solo americano em inglês mais vista da história até a final da Copa do Mundo de Futebol Feminino de 2015 entre Estados Unidos e Japão. A partida final entre japonesas e americanas foi o jogo de futebol mais visto de toda a história da televisão americana, com 23 milhões de espectadores de média e picos maiores que os alcançados nas finais da NBA e da Stanley Cup. O jogo também foi a partida transmitida em solo americano em espanhol mais vista de toda a historia das Copas do Mundo de Futebol Feminino. Em média, 750 milhões de pessoas assistiram a Copa do Mundo de Futebol Feminino de 2015, fazendo dessa a Copa do Mundo de Futebol Feminino mais assistida da história.

### Público
A final da Copa do Mundo de Futebol Feminino de 1999 estabeleceu o recorde de maior público em um evento esportivo feminino em toda história, com todos os 90 185 ingressos sendo vendidos. O recorde de maior público em uma partida de futebol feminino nas Olímpiadas, foi estabelecido em 2012, quando 80 203 pessoas compareceram ao Estádio Wembley para ver os Estados Unidos derrotarem o Japão por 2-1.

## Elenco atual
As seguintes jogadoras foram convocadas pelo técnico Vlatko Andonovski para representar os Estados Unidos nas Olimíadas de Tokyo 2020.
| Número | Nome              | Posição    | Jogos | Gols | Clube              |
| ------ | ----------------- | ---------- | ----- | ---- | ------------------ |
| 1      | Alyssa Naeher     | Goleira    | 75    | 0    | Chicago Red Stars  |
| 18     | Adrianna Franch   | Goleira    | 6     | 0    | Portland Thorns FC |
| 22     | Jane Campbell     | Goleira    | 5     | 0    | Houston Dash       |
|        |                   |            |       |      |                    |
| 2      | Crystal Dunn      | Defensora  | 118   | 24   | Portland Thorns FC |
| 4      | Becky Sauerbrunn  | Defensora  | 137   | 0    | Portland Thorns FC |
| 5      | Kelley O'Hara     | Defensora  | 141   | 2    | Washington Spirit  |
| 12     | Tierna Davidson   | Defensora  | 36    | 1    | Chicago Red Stars  |
| 14     | Emily Sonnett     | Defensora  | 57    | 0    | Washington Spirit  |
| 17     | Abby Dahlkemper   | Defensora  | 73    | 0    | Manchester City    |
| 20     | Casey Krueger     | Defensora  | 35    | 0    | Chicago Red Stars  |
|        |                   |            |       |      |                    |
| 3      | Samantha Mewis    | Meio-campo | 79    | 23   | North Carolina     |
| 6      | Kristie Mewis     | Meio-campo | 27    | 4    | Houston Dash       |
| 8      | Julie Ertz        | Meio-campo | 112   | 20   | Chicago Red Stars  |
| 9      | Lindsey Horan     | Meio-campo | 100   | 23   | Portland Thorns FC |
| 16     | Rose Lavelle      | Meio-campo | 58    | 15   | OL Reign           |
| 19     | Catarina Macario  | Meio-campo | 8     | 1    | Lyon               |
|        |                   |            |       |      |                    |
| 7      | Tobin Heath       | Avançado   | 173   | 35   | Sem clube          |
| 10     | Carli Lloyd       | Avançado   | 308   | 126  | Sky Blue FC        |
| 11     | Christen Press    | Avançado   | 151   | 64   | Sem clube          |
| 13     | Alex Morgan       | Avançado   | 182   | 111  | Orlando Pride      |
| 15     | Megan Rapinoe     | Avançado   | 181   | 59   | OL Reign           |
| 21     | Lynn Williams     | Avançado   | 37    | 11   | NC Courage         |
|        |                   |            |       |      |                    |
|        | Vlatko Andonovski | Treinador  |       |      |                    |

## Convocadas Recentemente
As seguintes jogadoras foram convocadas para a seleção nos últimos 12 meses
| Número | Nome               | Posição    | Jogos | Gols | Clube                             |
| ------ | ------------------ | ---------- | ----- | ---- | --------------------------------- |
|        | Alyssa Naeher      | Goleira    | 28    | 0    | Chicago Red Stars                 |
|        | Adrianna Franch    | Goleira    | 0     | 0    | Portland Thorns FC                |
|        | Abby Smith         | Goleira    | 0     | 0    | Utah Royals FC                    |
|        |                    |            |       |      |                                   |
|        | Abby Dahlkemper    | Defensora  | 18    | 0    | North Carolina Courage            |
|        | Kelley O'Hara      | Defensora  | 107   | 2    | Utah Royals FC                    |
|        | Casey Short        | Defensora  | 21    | 0    | Chicago Red Stars                 |
|        | Taylor Smith       | Defensora  | 10    | 0    | Washington Spirit                 |
|        | Meghan Klingenberg | Defensora  | 74    | 3    | Portland Thorns FC                |
|        | Chioma Ubogagu     | Defensora  | 0     | 0    | Orlando Pride                     |
|        | Ali Krieger        | Defensora  | 98    | 1    | Orlando Pride                     |
|        | Jaelene Hinkle     | Defensora  | 8     | 0    | North Carolina Courage            |
|        |                    |            |       |      |                                   |
|        | Andi Sullivan      | Meio-campo | 11    | 0    | Washington Spirit                 |
|        | Julie Ertz         | Meio-campo | 59    | 15   | Chicago Red Stars                 |
|        | Rose Lavelle       | Meio-campo | 7     | 2    | Washington Spirit                 |
|        | Sam Mewis          | Meio-campo | 34    | 7    | North Carolina Courage            |
|        | McCall Zerboni     | Meio-campo | 1     | 0    | North Carolina Courage            |
|        | Margaret Purce     | Meio-campo | 0     | 0    | Portland Thorns FC                |
|        |                    |            |       |      |                                   |
|        | Ashley Hatch       | Avançado   | 2     | 0    | Washington Spirit                 |
|        | Lynn Williams      | Avançado   | 18    | 4    | North Carolina Courage            |
|        | Christen Press     | Avançado   | 98    | 44   | Kopparbergs/Göteborg Fotboll Club |
|        | Tobin Heath        | Avançado   | 132   | 18   | Portland Thorns FC                |
|        | Sydney Leroux      | Avançado   | 77    | 35   | Orlando Pride                     |

## Campanhas
| Seleção Principal | Seleção Principal          | Seleção Principal | Seleção Principal    | Seleção Principal |
| Torneio           | Campeão                    | Vice-campeão      | Terceiro             | Quarto            |
| ----------------- | -------------------------- | ----------------- | -------------------- | ----------------- |
| Copa do Mundo     | 4 (1991, 1999, 2015, 2019) | 1 (2011)          | 3 (1995, 2003, 2007) |                   |

| Seleção Principal | Seleção Principal                | Seleção Principal | Seleção Principal | Seleção Principal |
| Torneio           | Ouro                             | Prata             | Bronze            |                   |
| ----------------- | -------------------------------- | ----------------- | ----------------- | ----------------- |
| Jogos Olímpicos   | 5 (1996, 2004, 2008, 2012, 2024) | 1 (2000)          | 1 (2020)          |                   |

## Títulos

### Títulos oficiais
| MUNDIAIS                | MUNDIAIS                                                     | MUNDIAIS | MUNDIAIS                                                |
|                         | Competição                                                   | Vezes    | Ano                                                     |
| ----------------------- | ------------------------------------------------------------ | -------- | ------------------------------------------------------- |
|                         | Copa do Mundo de Futebol Feminino                            | 4        | 1991, 1999, 2015, 2019                                  |
| CONTINENTAIS            |                                                              |          |                                                         |
|                         | Competição                                                   | Vezes    | Ano                                                     |
|                         | Copa Ouro Feminina                                           | 9        | 1991*, 1993*, 1994*, 2000, 2002, 2006, 2014, 2018, 2022 |
|                         | Torneio Feminino Qualificatório da CONCACAF para a Olimpíada | 4        | 2004, 2008, 2012, 2016                                  |
| EVENTOS MULTIESPORTIVOS |                                                              |          |                                                         |
|                         | Competição                                                   | Vezes    | Ano                                                     |
|                         | Futebol nos Jogos Olímpicos                                  | 5        | 1996, 2004, 2008, 2012 e 2024                           |
|                         | Futebol nos Jogos Olímpicos                                  | 1        | 2000                                                    |
|                         | Futebol nos Jogos Olímpicos                                  | 1        | 2020                                                    |

*como Campeonato Feminino da CONCACAF

### Títulos não-oficiais
| Torneios amistosos | Torneios amistosos       | Torneios amistosos | Torneios amistosos                                         |
|                    | Competição               | Vezes              | Ano                                                        |
| ------------------ | ------------------------ | ------------------ | ---------------------------------------------------------- |
|                    | Algarve Cup              | 10                 | 2000, 2003, 2004, 2005, 2007, 2008, 2010, 2011, 2013, 2015 |
|                    | US Cup                   | 7                  | 1995, 1996, 1997, 1998, 1999, 2000, 2002                   |
|                    | Four Nations Tournament  | 7                  | 1998, 2003, 2004, 2006, 2007, 2008, 2011                   |
|                    | Peace Queen Cup          | 2                  | 2006, 2008                                                 |
|                    | Albena Cup               | 1                  | 1991                                                       |
|                    | SheBelieves Cup          | 7                  | 2016,2018,2020,2021,2022,2023,2024                         |
|                    | DFB Centenary Tournament | 1                  | 2000                                                       |
|                    | Pacific Cup              | 1                  | 2000                                                       |
|                    | Brazil Cup               | 1                  | 1996                                                       |
|                    | North America Cup        | 1                  | 1990                                                       |
|                    | Canada Cup               | 1                  | 1990                                                       |
|                    | Australia Cup            | 1                  | 2000                                                       |
|                    | Tournoi International    | 1                  | 1995                                                       |
|                    | Chiquita Cup             | 1                  | 1994                                                       |
|                    | Tri-Nations Tournament   | 1                  | 1994                                                       |
|                    | Goodwill Games           | 1                  | 1998                                                       |
|                    | Columbus Cup             | 1                  | 1993                                                       |

## Recordes
Números de 8 de março de 2020. Jogadoras ainda ativas são mostradas em Negrito.
A seleção americana produziu as primeiras seis jogadoras na história do futebol feminino a atingir 200 jogos internacionais. Essas jogadoras, foram desde então acompanhadas por diversas jogadoras de outras seleções e por mais cinco americanas, Kate Markgraf, Abby Wambach, Heather O'Reilly, Carli Lloyd e Hope Solo. Kristine Lilly e Christie Rampone são as únicas jogadoras a terem atingido mais de 300 jogos pela seleção.
Em março de 2004, Mia Hamm e Michelle Akers foram as únicas mulheres e as únicas americanas (entre homens e mulheres) a serem incluídas na FIFA 100, uma lista dos 125 melhores jogadores de futebol ainda vivos escolhidos por Pelé em comemoração ao centenário da FIFA.
Em dezembro de 2013, a Federação Americana escolheu as 11 melhores jogadoras americanas de todos os tempos, elas foram:
Goleira: Briana Scurry; Defensoras: Brandi Chastain, Carla Overbeck, Christie Rampone, Joy Fawcett; Meio Campistas: Kristine Lilly, Michelle Akers, Julie Foudy; Atacantes: Mia Hamm, Abby Wambach, Alex Morgan.
| Rank | Jogadoras        | Partidas | Gols | Anos      |
| ---- | ---------------- | -------- | ---- | --------- |
| 1    | Kristine Lilly   | 354      | 130  | 1987–2010 |
| 2    | Christie Rampone | 311      | 4    | 1997–2015 |
| 3    | Carli Lloyd      | 293      | 123  | 2005–     |
| 4    | Mia Hamm         | 276      | 158  | 1987–2004 |
| 5    | Julie Foudy      | 274      | 45   | 1987–2004 |
| 6    | Abby Wambach     | 255      | 184  | 2001–2015 |
| 7    | Joy Fawcett      | 241      | 27   | 1987–2004 |
| 8    | Heather O'Reilly | 231      | 47   | 2002–2016 |
| 9    | Tiffeny Milbrett | 206      | 100  | 1991–2005 |
| 10   | Hope Solo        | 202      | 0    | 2000–2016 |

| Rank | Jogadoras         | Gols | Partidas | Anos      |
| ---- | ----------------- | ---- | -------- | --------- |
| 1    | Abby Wambach      | 184  | 256      | 2001–2015 |
| 2    | Mia Hamm          | 158  | 276      | 1987–2004 |
| 3    | Kristine Lilly    | 130  | 354      | 1987–2010 |
| 4    | Carli Lloyd       | 123  | 293      | 2005-     |
| 5    | Michelle Akers    | 107  | 155      | 1985–2000 |
| 5    | Alex Morgan       | 107  | 169      | 2010–     |
| 7    | Tiffeny Milbrett  | 100  | 206      | 1995-2005 |
| 8    | Cindy Parlow      | 75   | 158      | 1995–2004 |
| 9    | Shannon MacMillan | 60   | 176      | 1993–2005 |
| 10   | Christen Press    | 57   | 137      | 2013–     |

| Rank | Jogadoras              | Assistências | Partidas | Anos      |
| ---- | ---------------------- | ------------ | -------- | --------- |
| 1    | Mia Hamm               | 145          | 276      | 1987–2004 |
| 2    | Kristine Lilly         | 106          | 354      | 1987–2010 |
| 3    | Abby Wambach           | 72           | 256      | 2001–2015 |
| 4    | Megan Rapinoe          | 68           | 167      | 2006-     |
| 5    | Tiffeny Milbrett       | 64           | 206      | 1995–2005 |
| 6    | Julie Foudy            | 55           | 274      | 1988–2004 |
| 6    | Carli Lloyd            | 55           | 293      | 2005–     |
| 8    | Heather O'Reilly       | 55           | 231      | 2002-2016 |
| 9    | Shannon MacMillan      | 50           | 177      | 1993–2005 |
| 10   | Carin Jennings-Gabarra | 48           | 119      | 1987–1996 |

| Anos como capitã | Jogadoras        | Gols | Partidas | Anos na Seleção |
| ---------------- | ---------------- | ---- | -------- | --------------- |
| 1985             | Denise Bender    | 0    | 4        | 1985            |
| 1986-1987        | Emily Pickering  | 2    | 15       | 1985-1992       |
| 1988-1991        | Lori Henry       | 3    | 39       | 1985-1991       |
| 1991             | April Heinrichs  | 35   | 46       | 1986-1991       |
| 1993-2000        | Carla Overbeck   | 4    | 170      | 1988–2000       |
| 2000-2004        | Julie Foudy      | 45   | 274      | 1987-2004       |
| 2000-2004        | Joy Fawcett      | 27   | 241      | 1987-2004       |
| 2004-2008        | Kristine Lilly   | 130  | 354      | 1993–2010       |
| 2008-2015        | Christie Rampone | 4    | 311      | 1997-2015       |
| 2016-2018        | Becky Sauerbrunn | 0    | 174      | 2008-           |
| 2016-            | Carli Lloyd      | 123  | 293      | 2005-           |
| 2018-            | Alex Morgan      | 107  | 169      | 2010-           |
| 2018-            | Megan Rapinoe    | 51   | 167      | 2006-           |

## Uniformes

### Uniformes das jogadoras
- Uniforme principal: Camisa branca, calção azul e meias brancas.
- Uniforme reserva: Camisa azul, calção e meias azuis.

| 1º uniforme | 2º uniforme | Alternativo |

### Uniformes das goleiras
| 1 | 2 | 3 |

## Técnicos
| Nome              | Anos                       | Jogos | Vitórias | Empates | Derrotas |
| ----------------- | -------------------------- | ----- | -------- | ------- | -------- |
| / Mike Ryan       | 1985                       | 4     | 0        | 1       | 3        |
| Anson Dorrance    | 1986–1994                  | 93    | 66       | 5       | 22       |
| Tony DiCicco      | 1994–1999                  | 119   | 103      | 8       | 8        |
| Lauren Gregg      | 1997 e 2000                | 3     | 2        | 1       | 0        |
| April Heinrichs   | 2000–2004                  | 124   | 87       | 20      | 17       |
| Greg Ryan         | 2005–2007                  | 55    | 45       | 9       | 1        |
| Pia Sundhage      | 2007–2012                  | 107   | 91       | 10      | 6        |
| Tom Sermanni      | 2013–2014                  | 23    | 17       | 4       | 2        |
| Jillian Ellis     | 2012 (interina), 2014-2019 | 132   | 106      | 19      | 7        |
| Vlatko Andonovski | 2019-presente              | 75    | 51       | 15      | 9        |
| Total             | Total                      | 671   | 528      | 77      | 66       |

Números até 9 de março de 2020